# Хайнрих II Хоенлое-Браунек-Нойхауз
Хайнрих II фон Хоенлое-Браунек-Нойхауз (на немски: Heinrich II. von Hohenlohe-Brauneck-Neuhaus; * пр. 1267; † 18 април 1304) е господар на Хоенлое-Браунек в Нойхауз (при Игерсхайм, Баден-Вюртемберг).

## Произход
Той е големият син на Хайнрих I фон Хоенлое-Браунек († 1267), господар на Хоенлое-Браунек-Нойхауз, Хоенлое-Халтенбергщетен.
Замъкът Нойхауз (при Игерсхайм) е построен от 1200 до 1300 г. Фамилията Хоенлое-Браунек е разделена през 1249 г. на линиите Хоенлое-Халтенбергщетен и Хоенлое-Браунек-Нойхауз. Брат му Гебхард I († ок. 3 ноември 1300) е господар на Хоенлое-Браунек-Халтенбергщетен.
Хайнрих II фон Хоенлое-Браунек-Нойхауз умира на 18 април 1304 г. и е погребан в Мергентхайм.

## Фамилия
Първи брак: ок. 1276 г. с графиня Лукардис (Луитгард) фон Дюрн († сл. 1271), вдовица на граф Готфрид IV фон Цигенхаайн и Нида († 1250), дъщеря на Конрад I фон Дюрн († 1258) и Мехтилд фон Лауфен († 1276/1277). Те имат децата:
- Попо? († сл. 1289)
- Конрад (* пр. 1290; † 1300)
- Готфрид (* пр. 1300; † 13 юни 1315)
- Гебхард II (* пр. 1300; † сл. 2 март 1340?), женен за Елизабет фон Нойфен († 27 април 1335)
- Андреас (* 1304; † 1 октомври сл. 1348), каноник във Вюрцбург (1328 – 1348)
- Изенгард († сл. 1359)

Втори брак: с Аделхайд фон Цвайбрюкен († 11 септември 1302). Те имат една дъщеря:
- Изенгарт († 1359?)